# Carlo Bassano
Carlo Bassano (Napoli, 11 luglio 1884 – Losanna, 9 settembre 1947) è stato un avvocato e politico italiano.

## Biografia
Laureato in giurisprudenza, avvocato. È stato Sottosegretario alla Grazia e Giustizia nel secondo Governo Bonomi e Sottosegretario alla Marina nel terzo Governo Bonomi. Ha ricoperto inoltre l'incarico di Prefetto di Roma. È stato segretario del Partito Democratico del Lavoro, con cui venne eletto deputato della Consulta Nazionale e poi dell'Assemblea Costituente, nell'ambito della coalizione dell'Unione Democratica Nazionale. Morì all'età di 63 anni il 9 settembre 1947.